# Fulgora laternaria
La machaca, cabeza de cacahuate, chicharra-machacuy, víbora voladora, víbora cuco, yaquirana, mariposa caimán o cocoposa (como se la conoce en España) (Fulgora laternaria) es un insecto hemíptero del suborden Auchenorrhyncha que habita en bosques húmedos tropicales en México, Centroamérica y Sudamérica.
Se alimenta de savia de determinadas plantas como Hymenaea courbaril, Simarouba amara y Zanthoxylum. Mide de 85 a 90 mm de largo. Se caracteriza por la forma de su cabeza abombada y de 23 a 24 mm de largo, con aspecto de cacahuete y falsos ojos para parecerse a un lagarto. Presenta abundantes motas de colores amarillo, anaranjado, castaño, gris, negro y blanco y grandes ojos falsos en las dos alas posteriores. Al extenderse, las alas anteriores alcanzan 10 a 15 cm.
El adulto es activo entre junio y diciembre. Trata de permanecer oculto. Cuando es atacado se defiende soltando una sustancia de olor desagradable. En ocasiones tamborilea con su cabeza contra el tronco de algún árbol.

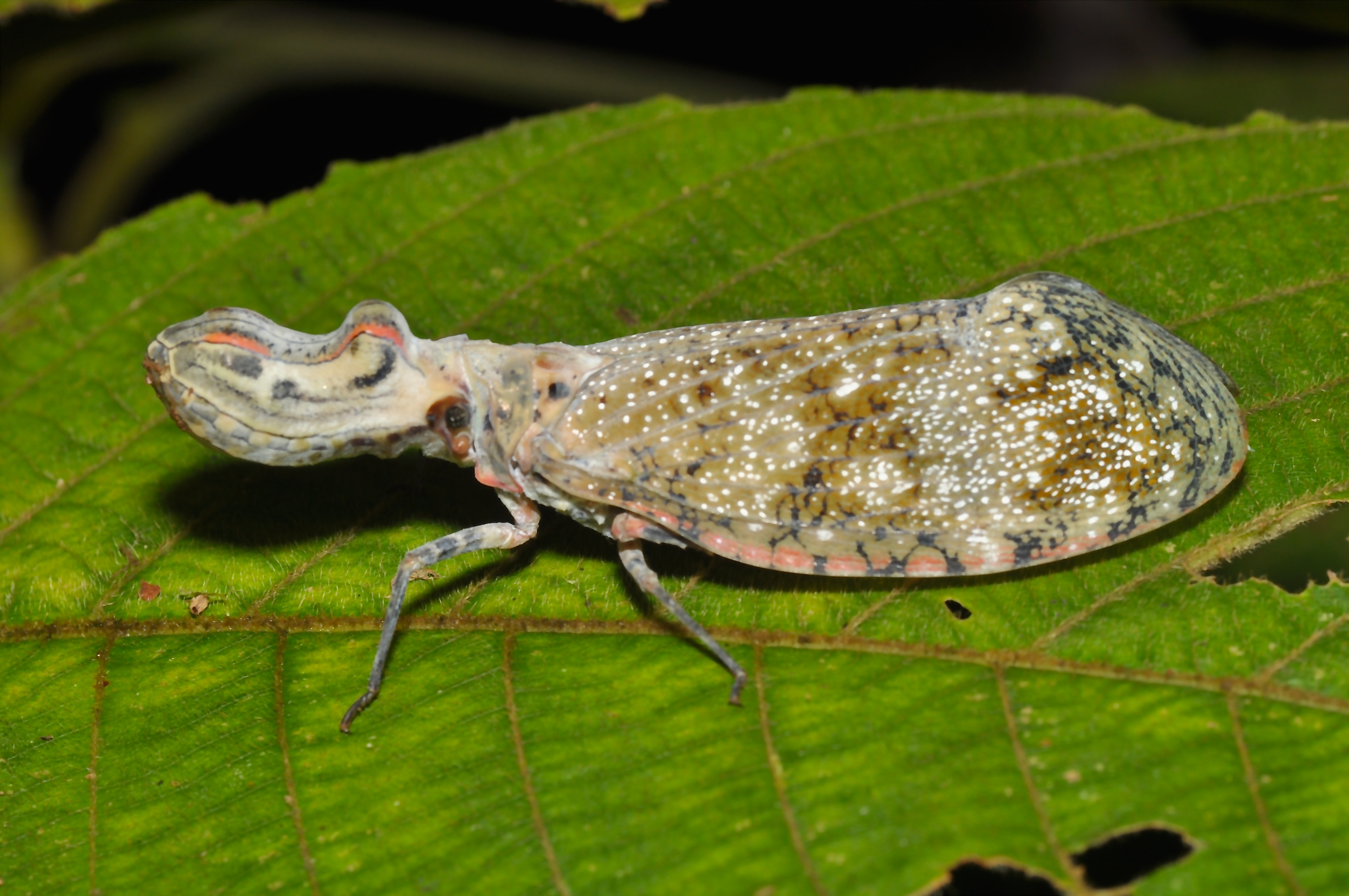
F. laternaria

## Cultura popular
En la década de 1970, un reportero de nombre Henry Holguín en un viaje al departamento de Putumayo redactó una crónica sobre este insecto, desconocido para la época, en la cual narraba que su picadura producía la muerte, si el afectado no practicaba una relación sexual antes de 24 horas. La publicación de este texto en una revista de circulación nacional le dio una gran fama, a la vez que se popularizó la leyenda, la cual se daba por cierta y se crearon una gran variedad de artículos, situaciones y lugares con base en esta historia.